# Montferrat (Var)
Montferrat – miejscowość i gmina we Francji, w regionie Prowansja-Alpy-Lazurowe Wybrzeże, w departamencie Var.
Według danych na rok 1990 gminę zamieszkiwało 629 osób, a gęstość zaludnienia wynosiła 18 osób/km² (wśród 963 gmin regionu Prowansja-Alpy-W. Lazurowe Montferrat plasuje się na 450. miejscu pod względem liczby ludności, natomiast pod względem powierzchni na miejscu 278.).